# ザック・アンド・クワック
「ザック・アンド・クワック」（Zack & Quack）は、ポップアップブックに設定されたイギリス、イスラエル、大韓民国の子供向けテレビアニメシリーズ。

## 解説
ギリ・ドレフとイヴェット・カプランによって作成され、ゾディアック・メディアによって制作されました。
2014年2月7日にイギリスのニック・ジュニアで初めて放映されました。2017年2月5日に終了しました。
日本では放送されませんでした。